# Wainwright (Oklahoma)
Pour les articles homonymes, voir Wainwright.
La ville de Wainwright est située dans le comté de Muskogee, dans l’État de l’Oklahoma, aux États-Unis. Sa population s’élevait à 165 habitants lors du recensement de 2010.

## Démographie
| Groupe            | Wainwright | Oklahoma | États-Unis |
| ----------------- | ---------- | -------- | ---------- |
| Blancs            | 71,5       | 72,2     | 72,4       |
| Métis             | 18,2       | 5,9      | 2,9        |
| Amérindiens       | 10,3       | 8,6      | 0,9        |
| Autres            | 0,0        | 13,3     | 23,8       |
| Total             | 100        | 100      | 100        |
|                   |            |          |            |
| Latino-Américains | 0,0        | 8,85     | 16,7       |

Selon l'American Community Survey pour la période 2011-2015, 100 % de la population âgée de plus de 5 ans déclare parler l'anglais à la maison.